# Francesca Capaldi
Francesca Angelucci Capaldi (La Jolla, San Diego, California; 8 de junio de 2004) es una actriz estadounidense. Es muy conocida por interpretar a  Chloe James en la serie original de Disney Channel Dog with a Blog.

## Carrera
Francesca Capaldi comenzó su carrera apareciendo en un episodio de la serie de Disney Channel A.N.T. Farm y en dos episodios de la comedia de CBS How I Met Your Mother, como Lily a los 7 años de edad, quien en la versión adulto es interpretado por Alyson Hannigan. Además, Capaldi apareció en el episodio piloto de The Goodwin Games. Capaldi también protagonizó la película independiente de Corbin Bernsen 3 Day Test.
En 2019 tiene un rol protagónico en la serie Crown Lake de Brat TV interpretando a "Nellie", una chica que sufre la problemática de bullying en un colegio.

## Filmografía
| Año  | Título                      | Rol                        | Notas |
| ---- | --------------------------- | -------------------------- | ----- |
| 2012 | 3 Day Test                  | Jessie Taylor              |       |
| 2015 | The Dog Who Saved Summer    | Kara Bannister             |       |
| 2015 | The Peanuts Movie           | La niña pelirroja y Frieda | Voz   |
| 2017 | Max 2: White House Hero     | Alex Bragov                |       |
| 2024 | Last Night at Terrace Lanes | Kennedy                    |       |

| Año       | Título                | Rol                   | Notas |
| --------- | --------------------- | --------------------- | --- |
| 2011      | A.N.T. Farm           | Orphan                | - Episodio: "Santa's Little Helpers" - Nominada por Young Artist Award de "Best Performance in a TV Series – Guest Starring Young Actress Ten and Under" |
| 2012      | How I Met Your Mother | Lily Aldrin de 7 años | Episodios: "The Magician's Code: Part 1", "Nannies" |
| 2012–2015 | Dog with a Blog       | Chloe James           | Elenco principal |
| 2015      | Jessie                | Madeline              | Episodio: "What a Steal" |

| Año       | Título     | Rol    | Notas        |
| --------- | ---------- | ------ | ------------ |
| 2019-2022 | Crown Lake | Nellie | Protagonista |